# Ріиль

ріиль (хангиль)

Ріиль (знак: ㄹ ; кор. 리을 [ɾi.ɯl] ) - четверта буква корейського алфавіту, графічно відповідає китайському 49 ієрогліфічному ключу. Ріиль слугує для позначення звуків Л, Р ; — На початку слова етимологічно тверде Р дало в сучасній мові Н, а м'яке Р дало звук Й перед голосними ( ㅑ, ㅒ, ㅕ, ㅖ, ㅛ, ㅠ ) і нульову, не читається ініціаль перед голосним І ( ㅣ ). За старою орфографією на початку слова писалася лише у запозичених словах. Відповідно до цього і в словниках всі слова з початковим твердим рииль розташовувалися в розділі букви ніин, а з початковим м'яким ріиль під відповідним голосним. За новою орфографією буква ріиль на початку слова пишеться у будь-якому випадку. У середині слова між голосними і перед літерою хіит читається як Р. В кінці слова, а також перед усіма приголосними, крім хіит і після приголосних ніин і ріиль читається як Ль .

## Граматика
- Риль (를)— показник знахідного відмінка.